# ジチゾン
ジチゾン(Dithizone)は、含硫黄有機化合物の一つである。硫黄原子の効果で鉛や水銀等への良い配位子となる。
ジチゾンは、フェニルヒドラジンと二硫化炭素の反応の後、水酸化カリウムと反応させることにより合成される。
ジチゾンは、1型糖尿病患者の移植に用いられるランゲルハンス島の純度を評価するのに用いられる。ジチゾンはランゲルハンス島のβ細胞に存在する亜鉛イオンと結合し、島を赤色に染める。外分泌細胞はジチゾンと結合せず、そのため染まらない。

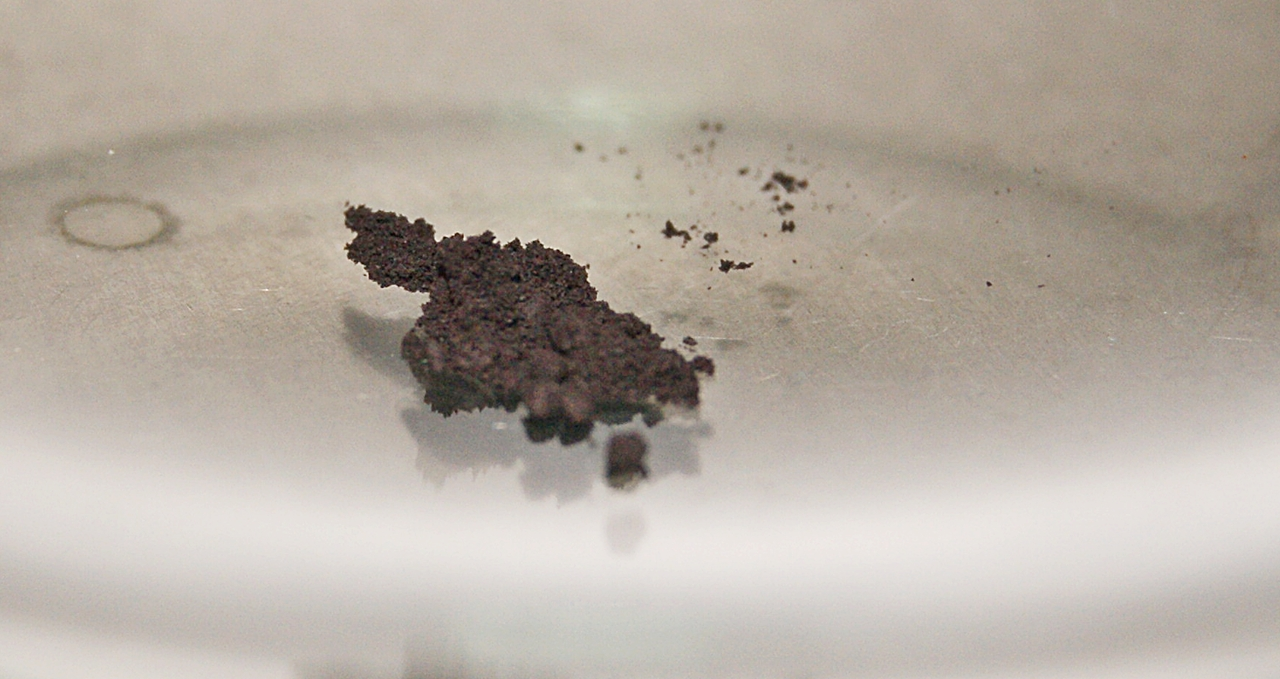
ジチゾン
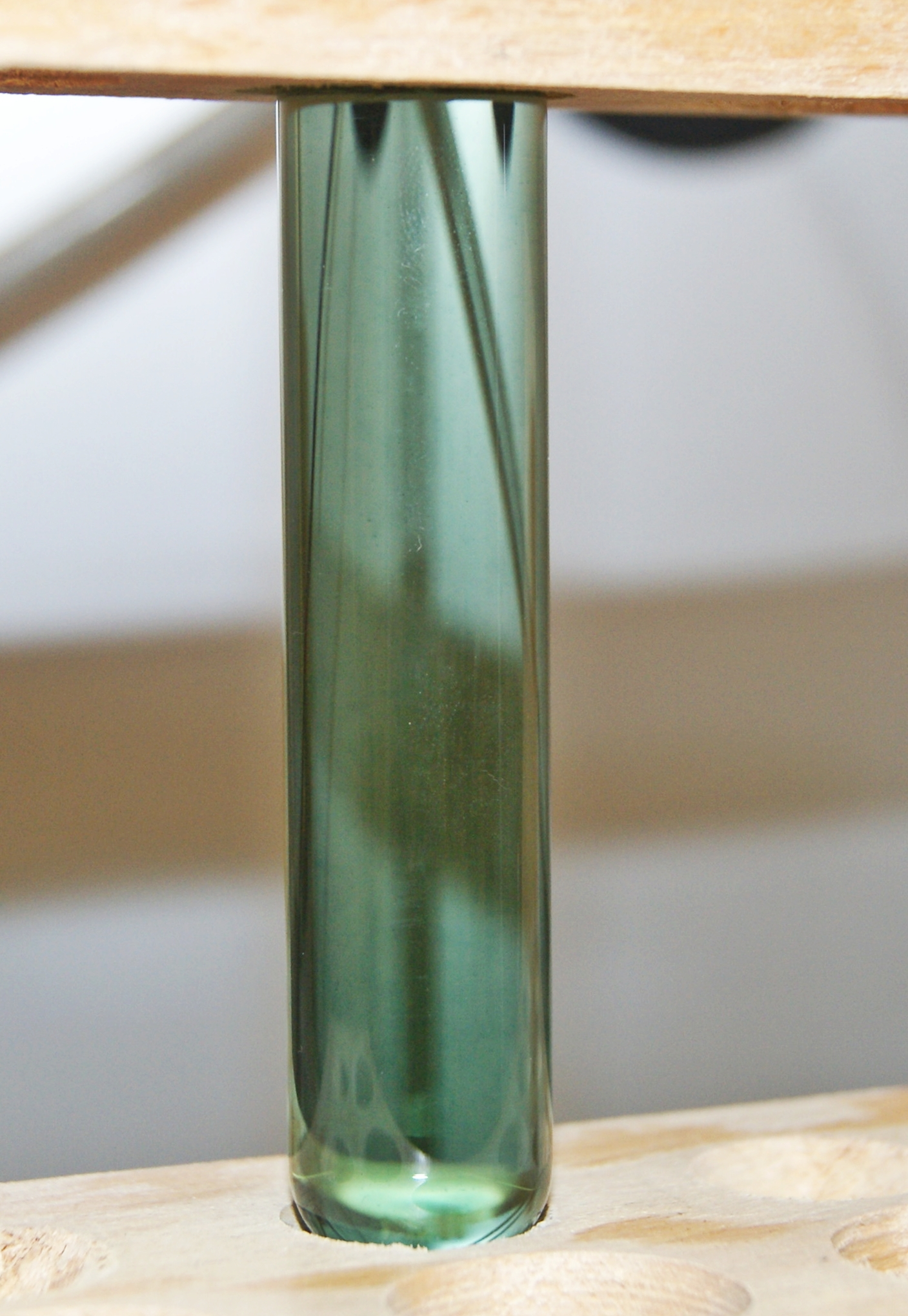
96%エタノール中のジチゾン